# Triangolo isoscele

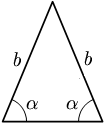
Triangolo isoscele

In geometria, si definisce triangolo isoscele un triangolo che possiede due lati congruenti.
Vale il seguente teorema: "Un triangolo è isoscele se e solo se ha due angoli congruenti". Questo teorema costituisce la quinta proposizione del Libro I degli Elementi di Euclide ed è noto come pons asinorum.
In un triangolo isoscele la bisettrice relativa all'angolo al vertice coincide con la mediana, l'altezza e l'asse relativi alla base.
Particolari triangoli isosceli sono i triangoli equilateri e i triangoli rettangoli isosceli.
Esistono anche triangoli isosceli acutangoli e ottusangoli.
I triangoli isosceli rettangoli sono tutti simili tra di loro, come i triangoli equilateri.

## Simmetrie
Un triangolo isoscele che non sia equilatero è invariante solo per la riflessione rispetto alla bisettrice dell'angolo diverso dai due rimanenti. Il suo gruppo di simmetria, oltre alla trasformazione identità, comprende solo questa riflessione e quindi è isomorfo al gruppo di due elementi, ovvero al gruppo moltiplicativo sull'insieme {\displaystyle \{1,-1\}}.

## Triangoli isosceli in geometria analitica
Teorema 1: Condizione necessaria e sufficiente affinché un triangolo con la base parallela agli assi sia isoscele è che abbia i due lati di coefficiente angolare opposto.
Dimostrazione.
Date le tre rette
1. {\displaystyle y=k,}
2. {\displaystyle y=mx,}
3. {\displaystyle y=-mx,}

ne calcoliamo le intersezioni a due a due:
{\displaystyle {\begin{cases}y=k\\y=mx\end{cases}}}
{\displaystyle {\begin{cases}x={\frac {k}{m}}\\y=k\end{cases}}}
{\displaystyle A\left({\frac {k}{m}},k\right);}
{\displaystyle {\begin{cases}y=k\\y=-mx\end{cases}}}
{\displaystyle {\begin{cases}x=-{\frac {k}{m}}\\y=k\end{cases}}}
{\displaystyle B\left(-{\frac {k}{m}},k\right);}
{\displaystyle {\begin{cases}y=mx\\y=-mx\end{cases}}}
{\displaystyle {\begin{cases}x=0\\y=0\end{cases}}}
{\displaystyle C(0,0).}
Ora calcoliamo la distanza dei segmenti {\displaystyle AC} e {\displaystyle BC}.
{\displaystyle AC={\sqrt {\left({\frac {k}{m}}\right)^{2}+k^{2}}},}
{\displaystyle BC={\sqrt {\left(-{\frac {k}{m}}\right)^{2}+k^{2}}}.}
Quindi il triangolo è isoscele sulla base {\displaystyle AB}. In modo analogo si dimostra il caso della base parallela all'asse {\displaystyle y}.
Viceversa costruiamo un triangolo isoscele con la base parallela all'asse delle ascisse.
Dati i due punti:
1. {\displaystyle A(x_{1},k),}
2. {\displaystyle B(x_{2},k),}

poiché il vertice di un triangolo isoscele giace sulla stessa retta del punto medio della base, prima troviamo {\displaystyle M}:
{\displaystyle M\left({\frac {x_{1}+x_{2}}{2}},k\right).}
Quindi troviamo {\displaystyle C}, che avrà la stessa ascissa di {\displaystyle M} e diversa ordinata:
{\displaystyle C\left({\frac {x_{1}+x_{2}}{2}},h\right).}
Verifichiamo che il triangolo è isoscele:
{\displaystyle AC={\sqrt {\left({\frac {x_{1}-x_{2}}{2}}\right)^{2}+(k-h)^{2}}},}
{\displaystyle BC={\sqrt {\left({\frac {x_{2}-x_{1}}{2}}\right)^{2}+(k-h)^{2}}}.}
Ora calcoliamo il coefficiente angolare dei due lati:
{\displaystyle m_{AC}=(h-k)\cdot \left({\frac {2}{x_{2}-x_{1}}}\right)={\frac {2(h-k)}{x_{2}-x_{1}}},}
{\displaystyle m_{BC}=(h-k)\cdot \left({\frac {2}{x_{1}-x_{2}}}\right)={\frac {2(h-k)}{x_{1}-x_{2}}}.}
Teorema 2: Condizione necessaria e sufficiente affinché un triangolo con la base parallela alla bisettrice di due quadranti sia isoscele è che abbia i due lati di coefficiente angolare inverso.
Dimostrazione.
Date le tre rette
1. {\displaystyle y=x+q,}
2. {\displaystyle y=mx,}
3. {\displaystyle y={\frac {1}{m}}x,}

ne calcoliamo le intersezioni a due a due:
{\displaystyle {\begin{cases}y=x+q\\y=mx\end{cases}}}
{\displaystyle {\begin{cases}x(m-1)=q\\y=mx\end{cases}}}
{\displaystyle {\begin{cases}x={\frac {q}{m-1}}\\y={\frac {mq}{m-1}}\end{cases}}}
{\displaystyle A\left({\frac {q}{m-1}},{\frac {mq}{m-1}}\right);}
{\displaystyle {\begin{cases}y=x+q\\y={\frac {1}{m}}x\end{cases}}}
{\displaystyle {\begin{cases}x(1-m)=mq\\y={\frac {1}{m}}x\end{cases}}}
{\displaystyle {\begin{cases}x={\frac {mq}{1-m}}\\y={\frac {q}{1-m}}\end{cases}}}
{\displaystyle B\left({\frac {mq}{1-m}},{\frac {q}{1-m}}\right);}
{\displaystyle {\begin{cases}y={\frac {1}{m}}x\end{cases}}}
{\displaystyle {\begin{cases}x=0\\y=0\end{cases}}}
{\displaystyle C(0,0).}
Ora calcoliamo la distanza dei segmenti {\displaystyle AC} e {\displaystyle BC}.
{\displaystyle AC={\sqrt {\left({\frac {q}{m-1}}\right)^{2}+\left({\frac {mq}{m-1}}\right)^{2}}},}
{\displaystyle BC={\sqrt {\left({\frac {mq}{1-m}}\right)^{2}+\left({\frac {q}{1-m}}\right)^{2}}}.}
Quindi il triangolo è isoscele sulla base {\displaystyle AB}. In modo analogo si dimostra il caso della base parallela all'asse {\displaystyle y}.
Viceversa costruiamo un triangolo isoscele con la base parallela alla bisettrice del primo e terzo quadrante (lo stesso vale per quella parallela alla bisettrice del secondo e quarto quadrante).
Dati i due punti:
1. {\displaystyle A(0,q),}
2. {\displaystyle B(-q,0),}

poiché il vertice di un triangolo isoscele giace sulla stessa retta del punto medio della base, prima troviamo {\displaystyle M}:
{\displaystyle M\left(-{\frac {q}{2}},{\frac {q}{2}}\right).}
Quindi troviamo {\displaystyle C}, che si trova sulla retta di equazione {\displaystyle y=-x} perpendicolare alla base e passante per {\displaystyle M}:
{\displaystyle C(h,-h),}
dove {\displaystyle h} è un numero reale arbitrario diverso da {\displaystyle 0}. Verifichiamo che il triangolo è isoscele:
{\displaystyle AC={\sqrt {h^{2}+(q+h)^{2}}},}
{\displaystyle BC={\sqrt {(-q-h)^{2}+h^{2}}}.}
Ora calcoliamo il coefficiente angolare dei due lati:
{\displaystyle m_{AC}={\frac {-h-q}{h}}=-{\frac {h+q}{h}},}
{\displaystyle m_{BC}={\frac {-h}{h+q}}=-{\frac {h}{h+q}}.}